# Accidente del C-5 en Tan Son Nhut de 1975
El Accidente del C-5 en Tan Son Nhut de 1975 hace referencia a un accidente acontecido el 4 de abril de 1975 del 68-0218, un Lockheed C-5A Galaxy que participaba en la Operación Babylift, que se estrelló cuando efectuaba la aproximación para un aterrizaje de emergencia en la base aérea Tan Son Nhut, Vietnam (entonces Vietnam del Sur). La causa fue descrita como una pérdida del control de vuelo debido a una descompresión explosiva y un fallo estructural. El incidente marcó la segunda pérdida operacional y el primer accidente fatal de la flota de C-5 Galaxy. Es así mismo el accidente con mayor número de muertes sufrido por un avión militar de los Estados Unidos.

## Descripción
A comienzos de abril de 1975 con la mayoría de vietnamitas del Sur huyendo de las fuerzas de Vietnam del Norte, la administración del presidente de Estados Unidos Gerald Ford ordenó el comienzo de la evacuación de ciudadanos americanos. Para evitar una alarma general en el país con hostilidades, el embajador de Estados Unidos en Vietnam del Sur Graham Martin autorizó a los americanos a salir volando del país bajo varios pretextos, uno de los cuales fue la Operación Babylift, en el que los americanos transportados llevarían huérfanos vietnamitas del sur, la mayoría protegidos por los servicios sociales americanos.
La tarde del viernes 4 de abril de 1975, el C-5 68-0218, efectuando el primer vuelo de la Operación Babylift, partió de la Base Aérea Tan Son Nhut camino de la Base Aérea Clark en Filipinas. Allí, este primer grupo de huérfanos serían embarcados en vuelos chárter y recibidos por el presidente Ford a su llegada a los Estados Unidos en San Diego, California. A las 04:15 p. m. el C-5A se encontraba sobre el Mar de la China Meridional a unos 13 km de Vũng Tàu, Vietnam del Sur, volando en rumbo 136 grados y ascendiendo a una altitud de 7.000 m. En ese momento los anclajes de la rampa de carga posterior fallaron, haciendo que la puerta de carga posterior se abriese explosivamente. Esto causó una descompresión explosiva, llenando momentáneamente la cabina de una espesa niebla y vaho. Los dañados cables de control presentes en la cola, causaron que dos de los cuatro sistema hidráulicos fallasen, incluyendo aquellos que controlaban el cabeceo y el elevador, y dejando la operación del avión con sólo un alerón, spoilers, y la potencia de los motores. 
El piloto, Capitán Dennis "Bud" Traynor, y el copiloto, Capitán Tilford Harp, intentaron retomar el control de la aeronave, y efectuaron un viraje de 180 grados para poner el avión de regreso a Tan Son Nhut. El avión comenzó a mostrar oscilaciones de ascenso y descenso, pero la tripulación lo controló y mantuvo un descenso controlado a entre 250 y 260 nudos (463 a 481 km/h). Fueron capaces de llevar el avión hasta los 1.200 m y comenzaron la aproximación a la pista 25L de Tan Son Nhut. Mientras efectuaban el viraje en la aproximación final, la tripulación incrementó la potencia para evitar un aumento de la tasa de descenso. El avión tomó tierra a las 04:45 p. m. en un campo de arroz, pero se deslizó durante un cuarto de milla (0,4 km), regresó al aire durante otra media milla (0,8 km), cruzó el río Saigón, y entonces colisionó con un dique y se partió en cuatro partes. El combustible se incendió y algunos restos se fundieron.
Los supervivientes lograron escapar del avión por sus medios de los restos. El accidente tuvo lugar en un campo de arroz inundado próximo al río Saigón, a una milla (1,6 km) de la carretera más próxima. Los camiones de bomberos no pudieron alcanzar el lugar, y los helicópteros tuvieron que estacionar a alguna distancia de los restos. Unos cien soldados de Vietnam del Sur se desplegaron en el lugar, que estaba próximo al lugar tras un enfrentamiento con un Viet Cong la noche anterior. De las 328 personas a bordo, la lista de muertos se compuso de 76 niños, 34 empleados del departamento de defensa, cinco civiles, once miembros de la USAF, y ocho enfermeros de países extranjeros. Hubo 175 supervivientes. Todos los huérfanos supervivientes fueron embarcados en otro vuelo rumbo a Estados Unidos. Los huérfanos muertos fueron incinerados y se notificó que habían sido enterrados en un cementerio católico en Pattaya, Tailandia.
Algunos miembros del Congreso de los Estados Unidos solicitaron que los C-5 fuesen dejados en tierra. Finalmente, la flota fue sometida a severas restricciones operacionales durante varios meses mientras la causa del accidente era esclarecida. Sin embargo, el Departamento de Defensa de los Estados Unidos hizo pública una declaración donde se destacaba la "increíble demostración de habilidades de vuelo" de Traynor. La Oficina de Investigación de Accidentes de la USAF atribuyó la posibilidad de tener supervivientes al uso poco ortodoxo por parte del Capitán Traynor de la potencia de los motores y de su decisión de hacer un intento de aterrizaje mientras el avión posibilitaba algo de control. Los Capitanes Traynor y Harp fueron galardonados con la Cruz de la Fuerza Aérea por demostrar un valor extraordinario. Treinta y siete medallas fueron otorgadas a miembros de la tripulación por su coraje. La enfermera de vuelo Regina Aune recibió el premio Cheney en 1975.
En junio de 1975, la hermana de una mujer que murió en el accidente reclamó una indemnización de US$$ 200 millones a Lockheed Aircraft Corporation, acusándolo de negligencia.

## Investigación

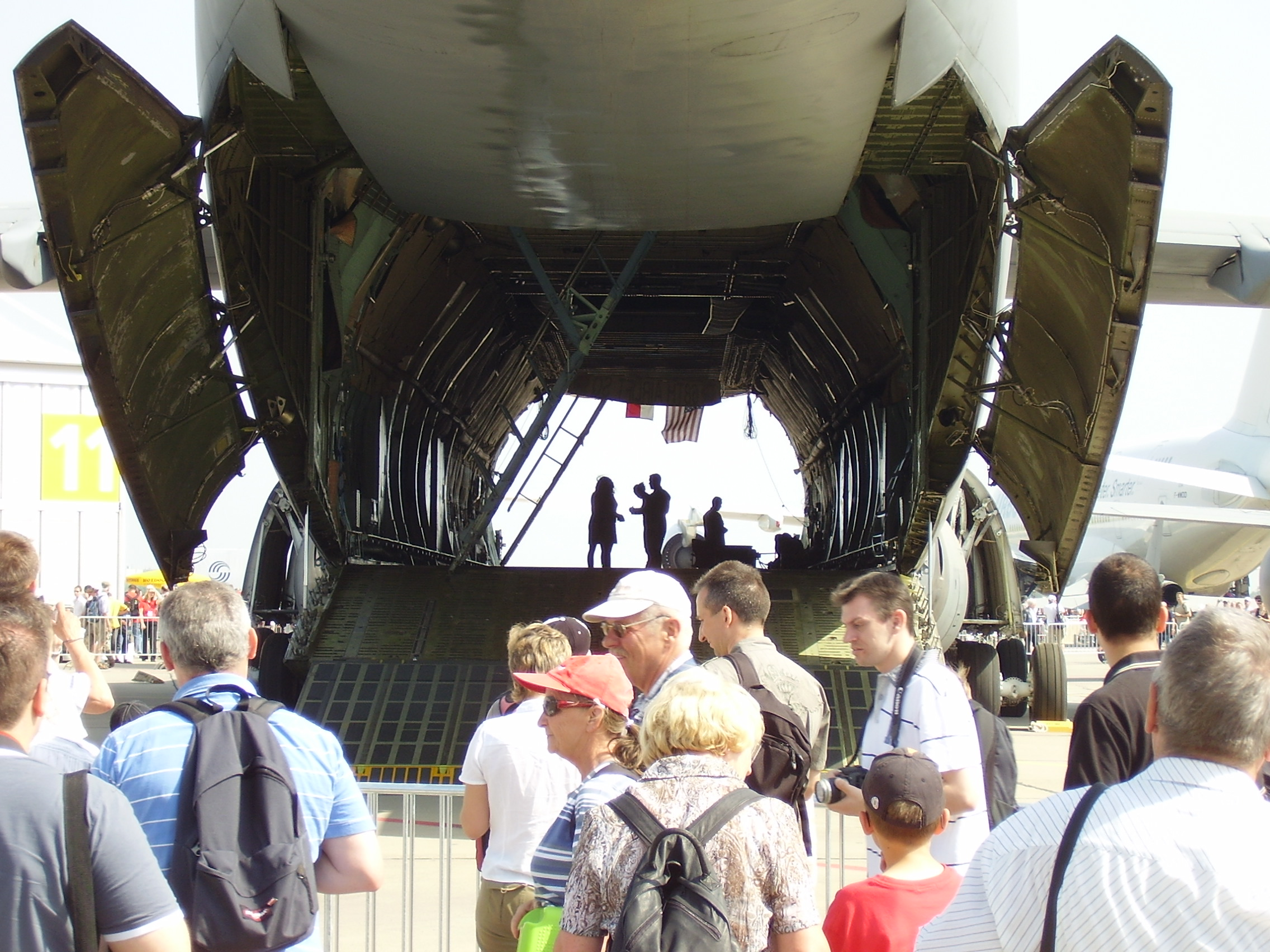
Puertas traseras de un C5 Galaxy

Dada la manera tan explosiva en que las puertas traseras fallaron, inicialmente se sospechó de un acto terrorista.
Muchos de los componentes fueron sustraídos del lugar del accidente, lo cual complicó la investigación; la USAF pagó una recompensa por partes procedentes de los restos con el fin de recuperarlos de la población local. El barco anfibio USS Durham(LKA-114), la fragata USS Reasoner (FF-1063), y el buque de mando USS Blue Ridge (LCC-19) de la Armada de los Estados Unidos fueron designados para efectuar la búsqueda de la grabadora de datos de vuelo en el Mar de la China Meridional. La grabadora fue encontrada, y los barcos y helicópteros de la armada estadounidense también descubrieron restos de las puertas en el Mar de la China Meridional así como el cuerpo de un miembro de la tripulación del C-5.
Cuando las puertas traseras fueron recuperadas, los investigadores determinaron que algunos de los cierres no se habían enganchado correctamente. Los registros de mantenimiento mostraron que los cierres habían sido desmontados para servir de piezas de recambio, para posteriormente ser recolocados inadecuadamente por lo que no todos los cierres enganchaban correctamente. Además, la tripulación de vuelo confirmó que habían tenido dificultades para cerrar las puertas antes del despegue. Con el incremento de la diferencia de presión con la altitud, los pocos cierres que funcionaban correctamente fueron incapaces de soportar la carga, y la puerta falló.

## Dramatización
La historia del desastre fue presentada en la séptima temporada de la serie canadiense Mayday: catástrofes aéreas, en el episodio titulado "Operación Babylift".

## Nota
1. 1 2  Se suele situar la fecha del accidente como los días 3, 4 y 5 de abril. Sin embargo, tanto reportes periodísticos como un historial militar oficial lo referencian como un viernes por la tarde (4 de abril).